# Tomie Arai
Tomie Arai, née en 1949, est une artiste et activiste new yorkaise.
Elle réalise des œuvres in situ, abordant les thématiques du genre, de la communauté et de l'identité raciale. Impliquée dans le dialogue entre les communautés, elle a notamment cofondé le collectif Chinatown Art Brigade (en).

## Biographie
Tomie Arai nait à New York en 1949. Issue de troisième génération de Sino-Américains,  ses grands-parents étaient des paysans qui se sont installés aux États-Unis au début du XXe siècle ; ses parents ont grandi à Hawaï et en Californie[réf. nécessaire].
Au début de sa carrière, à la fin des années 1960 et au début des années 1970, elle a l'impression que le monde de l'art new-yorkais n'arrive pas à intégrer son vécu d'Américaine d'origine asiatique. Elle décide alors de s'impliquer dans l'art communautaire. En 1972, elle rejoint le Basement workshop (en), première organisation politique et artistique asio-américaine de New York. Elle y découvre l'activisme et des artistes asio-américains, comme Arlan Huang. Entre 1972 et 1979, Tomie Arai travaille au Cityarts Workshop en tant que coordinatrice du centre de ressources et directrice des peintures murales, réalisant plusieurs fresques dans le Lower East Side de New York. De nombreux membres du Basement Workshop s'investissent dans le premier projet de Cityarts à Chinatown, Une histoire de l'immigration chinoise aux États-Unis.
Après Cityarts, Arai travaille comme graphiste indépendante pour Alan Okada de Citibank. À l'époque, Arai crée des affiches, des brochures et du matériel promotionnel pour des communautés, dans le cadre du programme de soutien de Citibank. Dans les années 1980, Arai commence à se tourner vers la gravure.
Pendant plus de 15 ans, elle est membre du conseil d'administration et gérante du Lower East Side Printshop (en), une imprimerie associative. Elle participe également à des résidences d'impression au Women's Studio Workshop (en), au Printmaking Workshop, au Self Help Graphics & Art (en) et au Brandywine Workshop à Philadelphie. Ces espaces de travail à but non lucratif encouragent les artistes à collaborer et à expérimenter l'image imprimée.
Arai est également membre cofondatrice du collectif d'arts asio-américains Godzilla (en), actif à New York dans les années 1990.

## Œuvre
Dans son œuvre, Tomie Arai explore les rapports entre art et histoire, et le rôle de la mémoire. Elle utilise de nombreux médiums : la sérigraphie, l'installation in-situ, la collecte de l'histoire orale, de la mémoire et des images des différentes communautés. Elle documente les récits des connumautés tout en engageant les spectateurs dans un dialogue avec les luttes sociales contemporaines.
Arai est une ardente défenseure du déplacement de l'art en dehors du système hiérarchique des galeries, elle cherche à redéfinir l'art et sa relation au public. Si l'art public se résume souvent à une sculpture monumentale placée dans l'espace public, sans liens avec les habitants, elle préfère une approche en dialogue avec les communautés d'habitants, qui leur permet de s'approprier l'œuvre.
Elle répondu à des commandes de l'Arizona Humanities Council, du Cambridge Arts Council, du Bronx Museum of the Arts, du National Endowment for the Arts ou du Museum of Chinese in America (en). De plus, Arai crée des œuvres in situ, dans le cadre du 1 % artistique du New York City Department of Cultural Affairs ou commandées par l'Administration des services généraux, par le programme MTA Arts for Transit de New York ou par le San Francisco Arts Commission (en).
En 1997-1998, elle est la première artiste en résidence de l'Institut Asie/Pacifique/Amérique de l'Université de New York. Elle bénéficie également de résidences, entre autres, au MoMA PS1 (1991), au Bronx Museum of the Arts (2003) ou à l'Haverford College (2017),.
Avec ManSee Kong et Betty Yu, Tomie Arai fonde en décembre 2015 la Chinatown Art Brigade (en) (CAB), un collectif d'artistes, de créateurs et d'activistes qui conçoit des œuvres artistiques et multimédia pour promouvoir la justice sociale.

### Projets publics
Commandé en 2005, Renewal est installé sur la façade du Ted Weiss Federal Building (en) en 1998. Cette œuvre, superpositions de sérigraphies sur toile, honore le African Burial Ground et les premiers Noirs-Américains de New York.
En 2006, Arai installe à Philadelphie l'œuvre in-situ Swirl (Tournillon), qui met en lumière l'histoire méconnue des Asio-Américains de la ville,. Cette œuvre en bois et en acier, montrant des portraits photographiques d'habitants sérigraphiés, est une réponse au projet du maire de l'époque, John F. Street, de construire un stade de baseball pour les Phillies de Philadelphie, détruisant une partie des bâtiments de Chinatown,. L'œuvre est un grand patchwork de photos de famille, en forme de bi chinois (disque percé, généralement en jade), situé sur la Vine Street Expressway.
Arai elle crée Back to the Garden en 2007, situé dans la station de métro Pelham Parkway (en), une sorte de vitrail montrant un motif de feuilles d'arbres locaux. Des photographies des environs sont intérés dans les fenêtres.

### Collections permanentes
Les œuvres d'Arai sont dans les collections permanentes de plusieurs musées, notamment au Museum of Modern Art et à la Bibliothèque du Congrès.

### Récompenses
- 1997 : Prix Anonymous Was A Woman
- 2003 et 2005 : Mid Atlantic Arts Foundation Artists & Communities Residency[17],[18]
- 2007 : bourse Urban Artist Initiative de l'Asian American Arts Alliance[19]
- 2007 : bourse Women, Arts and Activism de l'Asian Women Giving Circle (en)[20]
- 2010 : lauréate de l'Asian American Arts Alliance[10]
- 2012 : bourse Professional Development du programme Creative Change du Laundromat Project[21]
- 2013 : prix de la Puffin Foundation (en)[22]
- 2013 : bourse Women, Arts and Activism de l'Asian Women Giving Circle[23]